# جیریفالکو
جیریفالکو (به ایتالیایی: Girifalco) یک کومونه در ایتالیا است که در استان کاتانزارو واقع شده‌است.

## خصوصیات
جیریفالکو ۴۳٫۱ کیلومترمربع مساحت و ۵٬۹۴۵ نفر جمعیت دارد و ۴۵۶ متر بالاتر از سطح دریا واقع شده‌است.